# مشروع استعادة صور المركبة المدارية القمرية

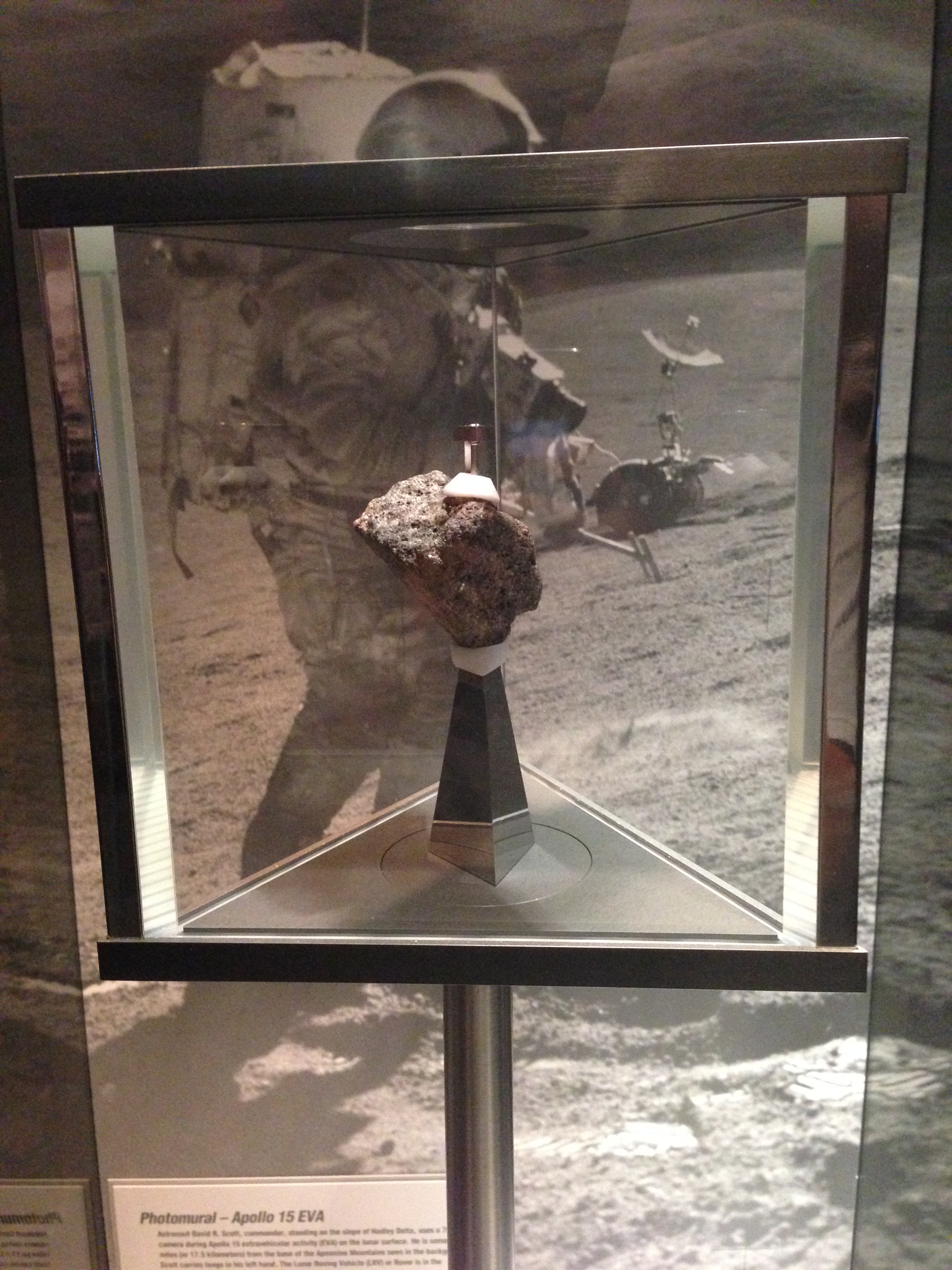
مركز زوار مركز أبحاث أميس التابع لناسا، ماونتن فيو، كاليفورنيا.

مشروع استعادة صور المركبة المدارية القمرية (إل أوه آي آر بّي) هو مشروع لرقمنة شرائط البيانات التناظرية الأصلية من المركبات المدارية القمرية الخمس التي أرسِلت إلى القمر في عامي 1966 و1967؛ مُول المشروع من قِبل ناسا وسكايكورب وسبيسريف إتنرأكتف.
أُصدِرت أول صورة استُردت بنجاح خلال المشروع في نوفمبر 2008. كانت هذه أول صورة التُقطت للأرض من القمر في أغسطس 1966. في 20 فبراير 2014، أعلِن عن إكمال الجزء الأساسي في المشروع. فُقدت صورة واحدة متوسطة الدقة ومعظم الصور عالية الدقة وأجزاء من ثلاث صور أخرى، على ما يبدو بسبب التصوير المتقطع في وقت تسجيلها. استُردت بقية الصور المدارية القمرية بنجاح ونُشرت في نظام البيانات الكوكبية التابع لناسا.

## نظرة عامة
استُخدمت الصور التي التقطتها المركبة المدارية القمرية بشكل أساسي لتحديد مواقع هبوط مهمات أبولو المأهولة. بمجرد انتهاء تلك المهمات، أُهملت البيانات الموجودة على نحو 1500 شريط لأنها خدمت الغرض الخاص بها. أُرشِفت الأشرطة الأصلية لمدة 20 عامًا من قبل الحكومة في ولاية ماريلاند. عندما أُعيدت الأشرطة إلى مختبر الدفع النفاث التابع لناسا في باسادينا، كاليفورنيا، في عام 1986، أصبح قرار التخلص من الأشرطة مسؤولية أمينة الأرشيفات في مختبر الدفع النفاث، نانسي إيفانز. لكنها قررت الحفاظ على الأشرطة، إذ قالت: «لا أستطيع من الناحية الأخلاقية التخلص منها».
في غضون بضع سنوات، بدأت نانسي إيفانز وبعض زملائها مشروعًا صغيرًا بتمويل من ناسا. تمكنوا من العثور على أربعة محركات شرائط نادرة خاصة جدًا من طراز أمبيكس إف آر 900 لم تستخدمها إلا الوكالات الحكومية مثل إف إيه إيه ويو إس إيه إف وناسا. مع مرور الوقت، جمع فريق إيفانز أيضًا وثائق وقطع غيار لمحركات الأشرطة من مصادر حكومية مختلفة.
نجح المشروع في جمع البيانات التناظرية الأولية من الأشرطة، ولكن من أجل توليد الصور، اكتشفوا أنهم بحاجة إلى أجهزة تعديل البيانات المتخصصة التي استخدمها برنامج المركبة المدارية القمرية، ولكنها لم تعد موجودة. حاول أعضاء الفريق الحصول على تمويل من ناسا ومصادر خاصة لبناء الأجهزة، لكنهم لم ينجحوا. في النهاية، انشغل كل من نانسي إيفانز ومارك نيلسون بمشاريع أخرى بينما تُركت محركات الأشرطة في مرآب إيفانز.
في عام 2004، كان فيليب هورزيمبا يجري بحثًا عن برنامج المركبة المدارية القمرية في مكتب ناسا للتاريخ في العاصمة واشنطن. في أرشيف المكتب، وجد مذكرةً لمارك نيلسون من عام 1996 عن اقتراح رقمنة صور المركبة الفضائية القمرية، كما هو موصوف في الاعلى. بعد نحو عام من البحث، اتصل هورزيمبا بمارك نيلسون. قرر الاثنان العثور على تمويل لإعادة إحياء جهود رقمنة بيانات أشرطة المركبة المدارية القمرية. لتحقيق ذلك، تواصلوا مع جين هيلدمان من مركز أميس للأبحاث التابع لناسا.
في أوائل عام 2007، علّق هورزيمبا على جهود رقمنة الأشرطة في منتدى على شبكة الإنترنت، NASASpaceflight.com. نتيجةً لذلك، اتصل دينيس وينجو بفيليب هورزيمبا من خلال هذا المنتدى. وتواصل مع نيلسون وإيفانز، ودُعي بعد ذلك للانضمام إلى الفريق. بالإضافة إلى محركات الأشرطة، تمكن نيلسون من الحصول على عدة رؤوس شرائط. كانت محركات الأشرطة ضروريةً للغاية لقراءة بيانات الأشرطة الأصلية.
دينيس وينجو هو رئيس شركة سكايكورب لهندسة الفضاء الجوي وعمل لفترة طويلة في تكنلوجيا الفضاء وعلم الحوسبة. كان يعلم أنه مهاراته التقنية ستساعده في تجديد محركات الأشرطة، إذ كان على تواصل مع ناسا، والأهم من ذلك، كان يعلم أن القمر أصبح وجهةً مهمةً للاستكشاف مرةً أخرى. قال وينجو: «لقد أدركت قيمة الأشرطة ومحركاتها». أدركت مجموعة أخرى الأمر نفسه، إذ كتبت: «أعادت المهمات القمرية المستقبلية المخطط لها تنشيط المجتمع القمري وجددت الاهتمام ببيانات المركبة المدارية القمرية».
دخلت مركبة فضائية أحدث، مستكشف القمر المداري (إل آر أوه)، مدارًا حول القمر في 23 يونيو 2009، وبعد اختبارها، بدأت مهمتها لتصوير سطح القمر في شهر سبتمبر. يشمل أحد أهداف إل آر أوه الأساسية تحديد المخاطر التي قد يتعرض لها الأشخاص الذين سيعملون على سطح القمر. يمكن لإل آر أوه أخذ صور للسطح ذات جودة مشابهة لأعلى الصور دقةً التي التُقطت من المدار خلال عصر أبولو. كانت الصور الأصلية للمركبة القمرية أعلى الصور المدارية القمرية دقةً على الإطلاق قبل مهمة إل آر أوه. ستكون الصور الرقمية للمركبة القمرية ذات قيمة عالية للعلماء الذين يدرسون التغيرات في سطح القمر.